# Trần Ngọc Liên
Trần Ngọc Liên (sinh ngày 25 tháng 3 năm 1960) là nữ diễn viên truyền hình Hồng Kông nổi tiếng vào thập niên 1980.

## Sự nghiệp
Trần Ngọc Liên bắt đầu sự nghiệp diễn viên vào năm 1977. Ỷ Thiên Đồ Long Ký là bộ phim truyền hình đầu tiên cô tham gia. Trong phim này, cô đóng vai Tiểu Chiêu, đóng chung với các diễn viên nổi tiếng lúc bấy giờ như Trịnh Thiếu Thu, Uông Minh Thuyên và Triệu Nhã Chi.
Từ năm 1978 đến năm 1983, Trần Ngọc Liên luôn xuất hiện đều đặn trong nhiều phim của TVB như Phi Ưng Đại Hiệp, Thập Tam Thái Bảo... Song sự nghiệp của cô bắt đầu đạt đến đỉnh cao với vai diễn Vương Ngữ Yên trong Thiên Long Bát Bộ năm 1982 và vai diễn Tiểu Long Nữ trong Thần điêu đại hiệp năm 1983. Cùng với Lưu Đức Hoa trong vai Dương Quá, Trần Ngọc Liên không chỉ trở nên nổi tiếng ở Trung Quốc mà được công chúng ở khắp Đông Nam Á yêu thích. Bộ phim Thần điêu đại hiệp cũng được đánh giá là một trong mười tác phẩm truyền hình kinh điển của thập niên 1980. Cô được xem là nữ diễn viên đóng vai Tiểu Long Nữ xuất sắc nhất và đến nay cô vẫn được gọi bằng biệt danh là "Tiểu Long Nữ".
Năm 1984, đang trên đỉnh cao danh vọng, Trần Ngọc Liên đột ngột tuyên bố kết hôn với Trần Siêu Võ - một thương gia Hoa kiều, sau đó cô theo chồng định cư tại Mỹ. Trong khoảng thời gian ở New York, cô vẫn thường xuyên trở về Hong Kong và Đài Loan tham gia nhiều bộ phim truyền hình.
Năm 1987, TVB quyết định ra mắt bộ phim Cứu Vãn Cơ Đồ để kỷ niệm sinh nhật lần thứ 20 của hãng. Bộ phim đã quy tụ dàn diễn viên nổi tiếng như Trần Ngọc Liên, Lương Triều Vỹ, Huỳnh Nhật Hoa, Lưu Thanh Vân, Tăng Hoa Thiên Trần Tú Châu, Âu Dương Chấn Hoa và Ngô Khải Hoa. Vai diễn Dương A Ngũ - Công Chúa Lam Lăng (kết hợp với Lương Triều Vỹ vai Trương Tam Lang) một lần nữa đưa Trần Ngọc Liên tỏa sáng.
Năm 1992, hôn nhân của Trần Ngọc Liên đổ vỡ, cô quay về Hong Kong tiếp tục đóng các bộ phim truyền hình như Hào Môn (ATV), Nhân vật Phong Vân (TVB), Chiếc Lồng Đèn Treo Cao (Đài Loan), Yêu Đến Tận Cùng (TVB - phim ngắn)... Tuy nhiên, dù rất nổi tiếng trên lĩnh vực phim truyền hình nhưng cô lại không thành công trên lĩnh vực phim điện ảnh.
Từ năm 2000, Trần Ngọc Liên chỉ xuất hiện tham dự các chương trình từ thiện và một số chương trình của TVB với tư cách là khách mời. Do sự thuyết phục của Lưu Tùng Nhân, năm 2008, cô xuất hiện trở lại trên màn ảnh truyền hình TVB trong bộ phim Đấu Trí. Năm 2012, cô vào vai Nhĩ Yên trong "Danh Viện Vọng Tộc" và tiếp tục đóng cặp với Lưu Tùng Nhân.

## Danh sách phim

### Phim truyền hình
- Danh Viện Vọng Tộc (TVB, 2012)
- Đấu Trí (TVB, 2008)
- Yêu Đến Tận Cùng (TVB, 1993) - phim ngắn
- Kẻ Cướp Vượt Thời Gian (TVB, 1992) - phim ngắn
- Nhân vật Phong Vân (TVB, 1992)
- Chiếc Lòng Đèn Treo Cao (CTS, 1992)
- Hào Môn (ATV, 1991)
- Nhất Đại Danh Kỷ (TTV, 1991)
- Hôm Qua, Hôm Nay & Ngày Mai (ATV, 1990) - phim ngắn
- Dạ Bán Kỳ Đàm: Hồng Y Nữ (ATV, 1988) - phim ngắn
- Võ Lâm Ngũ Bá (CTV, 1988)
- Cứu Vãn Cơ Đồ (TVB, 1987)
- Bang Phái Phong Vân (TVB, 1986)
- Hán Sở Tranh Hùng (TVB, 1985)
- Hoa Nữ Thần Thám (TVB, 1985)
- Hồng Phấn Giai Nhân (CTS, 1985)
- Duyên Nợ Xuân Thì (TVB, 1984)
- Thần điêu đại hiệp (TVB, 1983)
- Tứ Hải Một Nhà (TVB, 1983)
- Thập Tam Thái Bảo (TVB, 1982)
- Thiên Long Bát Bộ (TVB, 1982)
- Phi Ưng Đại Hiệp (TVB, 1981)
- Trời Nắng Trời Mưa (TVB, 1981)
- Đoạn Thế Phong Vân (TVB, 1980)
- Sở Lưu Hương Chi Vô Hoa Truyền Kỳ - Trận Chiến Cuối Cùng (TVB, 1979)
- Tuyệt Thế Song Hùng (TVB, 1979)
- Ỷ Thiên Đồ Long Ký (TVB, 1978)
- Vua Trùm (TVB, 1978)
- Sư Tử San Hạ (1977)

### Phim điện ảnh
- The Way We Are (2008)
- A Warrior's Tragedy (1993)
- The Monks From Shaolin (1992)
- Sisters of the World Unite (1991)
- Blood Stained Tradewinds (1990)
- Whampoa Blues (1990)
- Kawashima Yoshiko (1990)
- Stage Door Johnny (1990)
- L'Air du Temps (1990)
- Casino Raiders (1989)
- Maybe Next Time (1989)
- Rule of The Game (1989)
- The Crazy Companies (1988)
- Edge Of Darkness (1988)
- I Am Sorry (1988)
- On The Run (1988)
- The Siamese Twins (1984)
- Dragon Story (1984)
- Last Night's Light (1983)
- The Sweet and Sour Cops Part II (1982)
- Shaolin and Wu Tang(1981)
- The Extras (1978)